# 圓照寺
圓照寺（えんしょうじ、円照寺）は、奈良市山町にある臨済宗妙心寺派の尼寺。山号は普門山（ふもんざん）。文智女王が創立。斑鳩の中宮寺、佐保路の法華寺と共に大和三門跡と呼ばれる門跡寺院である。華道の「山村御流」の家元でもある。別名、山村御殿（山村御所）。
三島由紀夫の小説『豊饒の海』に再三登場する「月修寺」は、圓照寺をモデルに描かれている。非公開寺院のため拝観は不可となっているが、2010年11月15日から19日までの間に平城遷都1300年記念事業の一環として特別拝観が実施され、抽選で選ばれた1000人を対象に本堂と奥御殿庭園、本尊の木造如意輪観音像が公開された。

## 歴史
後水尾天皇の第1皇女であった文智女王（幼名・梅宮）は、寛永17年（1640年）、22歳で一糸文守（仏頂国師）を師として出家し、大通文智尼となった。大通文智は翌寛永18年（1641年）、京都の修学院の地に草庵を結んだ。これが圓照寺の始まりである。
明暦元年（1655年）、後水尾による修学院の山荘（修学院離宮）の造営にともなって圓照寺は移転を迫られ、翌明暦2年（1656年）、継母である中宮東福門院（徳川秀忠の娘）の助力により、大和国添上郡八嶋の地（奈良市八島町）に移り、八嶋御所と称した。さらに、東福門院の申請により、幕府から200石（のちに300石に加増）の寄進を得て、寛文9年（1669年）、八嶋の近くの山村（奈良市山町）の現在地に再度移転した。以後も歴代住持として皇女が入寺し、山村御所と呼ばれた。

## 歴代門跡
1. 文智 深如海院大通大師 後水尾天皇皇女
2. 文喜 菩提心院大歓尼大禅師 霊元天皇皇女
3. 文応 清浄院大寂尼大禅師 霊元天皇皇女
4. 文亨 歓喜心院大徹尼大禅尼 桜町天皇養子（有栖川宮職仁親王の第2王女）
5. 文乗 常応院大機尼大禅尼 光格天皇養子（有栖川宮織仁親王の第3王女）
6. 文秀 最勝心院大知尼大禅尼 孝明天皇養子（伏見宮邦家親王第7王女）
7. 宜絢 曹渓院禅庭尼大禅師
8. 寿泉 浄光院仙峯尼大禅師
9. 文孝 廣厳心院秀山尼大禅師 近衛忠煕（旧公爵）養女（清岡長延 娘）
10. 文絲 大慈心院靜山尼大禅師 山本実庸（旧子爵）女 靜山
11. 村上亮順
12. 萩原道秀 (島津貴子(貴子内親王)の姪[5])

## 伽藍
- 本堂（円通殿）－奈良県指定有形文化財、茅葺。
- 書院－寝殿造、唐破風の玄関あり。
- 宸殿－京都御所紫宸殿の古材で建てたとされる。
- 奧御殿
- 葉帰庵

寺の東方の墓地には後水尾天皇の皇女、霊元天皇の皇女らの墓がある。

## 文化財
- 木造如意輪観音像－圓照寺本尊。
- 塑造後水尾天皇像
- 大和国帯解山村廃寺出土品（重要文化財） - 寺の東方にあった廃寺跡から出土した、石製の相輪残欠等の一括遺品。奈良時代。奈良国立博物館に寄託。
- 木造地蔵菩薩立像(附:像内納入品)　重要文化財

## 所在地
- 〒630-8434 奈良市山町1312

## 交通アクセス
- JR奈良駅・近鉄奈良駅から山村町行バス「円照寺前」下車徒歩5分

立入りができるのは参道のみで、山門から先は非公開である。